# Peer-to-peer anonimo
Per peer-to-peer anonimo o P2P anonimo si intende una rete peer to peer nella quale i nodi o partecipanti sono resi anonimi. L'anonimato dei partecipanti viene realizzato attraverso speciali tecniche di instradamento, applicate su reti che utilizzano i protocolli TCP/IP, che celano la locazione fisica di ogni nodo rispetto agli altri partecipanti.
L'interesse riguardo al P2P Anonimo è cresciuto negli ultimi anni per molte ragioni. Alcune di queste sono il desiderio di condividere materiale coperto da copyright senza rivelare la propria identità ed evitare di essere multati, il desiderio di non essere sorvegliati durante la propria navigazione, o lo svolgimento di qualunque altra attività in rete, oppure aggirare le leggi che limitano la libertà di espressione dei blogger.

## Motivazioni per l'anonimato
Ci sono molte ragioni che spingono gli utenti ad utilizzare le tecnologie P2P anonime; molte di queste sono generiche e riguardano tutte le forme di anonimato online.
Di solito gli utenti del P2P sentono il bisogno dell'anonimato perché non vogliono essere identificati come editori (releaser), o fruitori (leecher), di specifico materiale reperibile sulle reti P2P. Ma altre ragioni sono:
- Il materiale, o la sua distribuzione, è illegale;
- il materiale è legale ma dal punto di vista sociale o culturale è deplorevole, imbarazzante, problematico o contro la morale;
- paura di essere censurati nel proprio paese;
- riservare la propria privacy ed i propri dati personali.

Un particolare punto di vista, sui contenuti legali e non, viene espresso in La Filosofia Dietro Freenet
Anche i governi sono interessati alle tecnologie P2P anonime. La Marina militare degli USA supportò la ricerca sull'onion routing, che è stata la base dello sviluppo della rete TOR, supportata in seguito dalla Electronic Frontier Foundation ed è ora sviluppata da un'organizzazione non profit chiamata The Tor Project, Inc.

## Vantaggi e svantaggi

### Punto di vista politico
L'accesso in modo facilitato alle reti P2P anonime è visto come una democratizzazione delle tecniche di cifratura, in modo da offrire al popolo l'accesso alle comunicazioni sicure, già usufruite dai governi. I sostenitori di questa tesi, come Phil Zimmermann, sostengono che le tecnologie anti-sorveglianza aiutano ad uniformare i poteri tra i governi ed i loro popoli, il quale è la ragione per cui si cerca di proibirle. John Pilger ritiene che il monitoraggio della popolazione aiuta a contenere la minaccia contro il "punto di vista consensuale nei confronti dell'autorità vigente" o contro la continuità strutturale del potere ed i propri privilegi.

### Libertà di parola
Alcuni affermano che la vera libertà di parola, specialmente su temi controversi, è impossibile o difficile da attuare, a meno che gli interlocutori possano parlare in modo anonimo. Se l'anonimato non fosse possibile, si potrebbe essere oggetto di minacce o ricatti per aver espresso un punto di vista impopolare. Ciò è la ragione per il quale il voto elettorale politico viene espresso segretamente in molte democrazie. Informazioni controverse che un partito vuole tenere nascoste (per esempio dettagli su problemi di corruzione) vengono spesso pubblicate o fatte trapelare in modo anonimo.

#### Anonimato sui blog
Esercitare la funzione di blogger in modo anonimo è una delle ragioni che più spinge verso l'uso delle reti anonime. Nonostante si possa contribuire ad un blog in modo anonimo (a diversi livelli) sulla rete non anonima di Internet, il provider che ospita il blog in questione potrebbe essere forzato a rendere pubblico l'IP del blogger (vedesi il caso di Google che ha rivelato l'identità di un blogger anonimo). Alcune reti anonime forniscono un buon livello di anonimato. Freenet, Osiris sps e I2P sono esempi di queste reti a supporto del blogging anonimo.
Un particolare argomento o tema oggetto di discussione da parte di un blogger si può anche rivelare un problema per la carriera lavorativa di quest'ultimo. Talvolta un blogger, che scrive utilizzando la sua vera identità, può trovarsi a scegliere tra il tacere od l'informare. Quest'ultima scelta può causare danni a sé stesso, alle persone di cui si circonda, ai suoi colleghi o all'azienda per il quale lavora.
Un'altra ragione è il rischio di azioni legali. Alcuni blogger si sono trovati ad affrontare cause multi-milionarie che solo dopo tanto tempo sono state completamente cancellate; il blogging anonimo fornisce una protezione da questi rischi.

### Controllo sulla rintracciabilità in linea
I P2P anonimi possiedono anche un certo valore nelle comunicazioni quotidiane. Quando una comunicazione è anonima, la decisione di rivelare la propria identità è relegata agli interlocutori e non ad una terza parte. Spesso non si sente il bisogno od il desiderio, da parte degli interlocutori, di rivelare la propria identità. Secondo un principio di libertà personale, molti individui non vogliono essere trattati in modo predefinito fornendo dati non necessari. In alcuni casi, tali dati potrebbero essere archiviati.
Per esempio, il sistema telefonico attuale trasmette le informazioni del numero identificativo (ID) della persona chiamante alla persona chiamata. Se una persona sta solo chiamando per porre una domanda (su un prodotto od un orario), la persona chiamata possiede sul proprio dispositivo le informazioni sul numero del chiamante, quindi può ottenere il nome, l'indirizzo ed altre sue informazioni personali. Ciò non accadrebbe necessariamente se la conversazione avvenisse in pubblico, nel quale le informazioni personali verrebbero fornite solo se l'interlocutore decide di fornirle. Secondo tale concetto i P2P anonimi permettono una comunicazione che tende di più al mondo reale, invece che al mondo delle comunicazioni virtuali.

### Effetti sulla sorveglianza di attività illegali
La rintracciabilità in linea, come la memorizzazione di informazioni sul traffico web ed e-mail, può avere determinati effetti sullo svolgimento di attività legittime. Le persone possono essere dissuase dall'accesso ad informazioni o comunicazioni legittime, perché sapendo di poter essere sorvegliate potrebbero pensare che tali comunicazioni siano sospette.
Secondo il professore di legge Daniel J. Solove, questi effetti "danneggiano la società perché, tra le altre cose, le persone riducono la varietà di punti di vista che possono esprimere ed il grado di libertà nella partecipazione ad attività politiche".

### Accesso a materiale censurato e coperto da diritti d'autore
Molti paesi vietano o censurano la pubblicazione di certi libri, film ed altri tipi di contenuti. Altro materiale è legale possederlo, ma vietato distribuirlo; per esempio alcune leggi sul copyright ed il brevetto software possono proibire la distribuzione. Queste leggi sono difficili od impossibili da implementare nelle reti P2P anonime.

### Denaro anonimo in linea
Con l'espressione "denaro anonimo" si intendono le attività di una banca atte a mantenere il segreto bancario. Con ciò tali pratiche, su internet, potrebbe divenire possibile la realizzazione di mercati anonimi nel quale una persona può comprare o vendere beni segretamente. Queste attività possono essere usate per scopi di evasione fiscale. Comunque, ogni trasferimento di beni fisici tra due parti può compromettere l'anonimato.
Alcuni affermano che il denaro liquido fornisce una sorta di anonimato nelle attività finanziarie, e le leggi esistenti sono adeguate a combattere l'evasione fiscale, risultato anche dell'uso di denaro anonimo, sia online che non.

## Principi di funzionamento

### Anonimato e pseudonimato
Alcune delle reti definite "P2P anonime" sono esattamente anonime, nel senso che in tali reti i nodi non posseggono identificatori. Altre reti indicate allo stesso modo sono invece pseudonime: i nodi, invece di essere identificati dal proprio indirizzo IP, sono identificati da uno pseudonimo, come una chiave crittografata. Per esempio, ogni nodo della rete MUTE possiede un indirizzo overlay (di copertura) che deriva dalla propria chiave pubblica crittografata. Tale indirizzo funziona come uno pseudonimo per il nodo, accettando in entrata solo messaggi diretti ad esso. In Freenet, d'altra parte, i messaggi sono instradati usando chiavi che identificano specifiche parti di dati invece che specifici nodi; in questo caso i nodi sono anonimi.
Il termine anonimo viene usato per descrivere entrambi i tipi di rete perché è difficile, se non impossibile, determinare, quando un nodo invia un messaggio, se tale messaggio sia stato originato da esso stesso oppure sia stato solo inoltrato. Ogni nodo in una rete P2P anonima si comporta come un mittente universale ed un destinatario universale per mantenere l'anonimato. Se un nodo si comportasse solo come destinatario e non inviasse nulla, allora i nodi vicini saprebbero che le informazioni che stava chiedendo erano per esso stesso, rimuovendo qualsiasi forma di plausible deniability (nagabilità plausibile) per il quale lui era il destinatario (e fruitore/utilizzatore) di quelle informazioni.

### Spam e attacchi DoS nelle reti P2P anonime
Originariamente, i software che operavano su reti P2P anonime erano usati da piccole comunità di sviluppatori. Quando l'interesse verso queste reti ed il numero di utilizzatori aumentò, inevitabilmente apparvero alcuni utenti maligni che provarono diversi attacchi. Ciò è simile alla storia di Internet, per il quale alla sua diffusione seguirono ondate di spam ed attacchi denial of service. Tali attacchi possono richiedere differenti soluzioni nelle reti P2P anonime. Introdurre in una blacklist l'indirizzo di rete dell'ideatore dell'attacco non ha senso perché nelle reti P2P anonime questo dettaglio è nascosto. Queste reti sono maggiormente vulnerabili agli attacchi DoS a causa della loro ridotta banda.

## Lista di reti e client P2P anonimi
- ANts P2P - sistema di file sharing P2P che fornisce anonimato e traffico criptato, supporta anche la pubblicazione HTTP
- Freenet - client anti-censura con file system distribuito per la condivisione anonima (open source, scritto in Java)
- GNUnet - P2P framework, include il file sharing anonimo come sua principale applicazione (parte del progetto GNU, scritto in C)
- I2P - rete (overlay) anonima con la possibilità di eseguire molte applicazioni che operano su di essa (freeware/open source, scritto in Java)
- I2phex - client Gnutella anonimo operante sulla rete I2P
- iMule - client della famiglia *Mule adattato alla rete I2P
- Marabunta - rete P2P anonima per la sola funzione di chat, utilizza solo il protocollo UDP
- Netsukuku - sistema di routing peer-to-peer per la costruzione di una rete distribuita, anonima e anarchica
- MUTE - client di file sharing anonimo operante su rete omonima
- Nodezilla - rete anonima closed source sul quale si ha la possibilità di sviluppare nuove applicazioni (scritto in C++ and Java)
- OneSwarm - client compatibile con BitTorrent con funzionalità di prevenzione della privacy, atto a creare una grande rete F2F
- OFF System - rete P2P con file system distribuito nel quale tutti i file condivisi sono rappresentati da insiemi di blocchi di dati causali
- Omemo - piattaforma sociale per la memorizzazione di file, open source (Hard Disk P2P virtuale)
- Osiris (Serverless Portal System) - sistema serverless anonimo e distribuito per la creazione e condivisione di portali web
- StealthNet - client open source basato sulla rete P2P anonima RShare (disponibile per Windows, Linux e macOS)
- StegoShare - software steganografico che può essere usato per il file sharing anonimo
- Vuze - client BitTorrent che permette di usare la rete I2P o TOR (open source, scritto in Java)